# 8327 Weihenmayer
8327 Weihenmayer (1981 JE3) là một tiểu hành tinh vành đai chính được phát hiện ngày 6 tháng 5 năm 1981 bởi C. S. và E. M. Shoemaker ở Đài thiên văn Palomar.